# Сегреду (Риу-Гранди-ду-Сул)
Сегреду (порт. Segredo) — муниципалитет в Бразилии, входит в штат Риу-Гранди-ду-Сул. Составная часть мезорегиона Восточно-центральная часть штата Риу-Гранди-ду-Сул. Входит в экономико-статистический микрорегион Санта-Крус-ду-Сул. Население составляет 6882 человека на 2006 год. Занимает площадь 247,485 км². Плотность населения — 27,8 чел./км².
Праздник города — 5 мая.

## История
Город основан 5 мая 1988 года.

## Статистика
- Валовой внутренний продукт на 2003 составляет 53 328 715,00 реалов (данные: Бразильский институт географии и статистики).
- Валовой внутренний продукт на душу населения на 2003 составляет 7734,40 реалов (данные: Бразильский институт географии и статистики).
- Индекс развития человеческого потенциала на 2000 составляет 0,720 (данные: Программа развития ООН).

## География
Климат местности: субтропический.